# Esclavo fiel y prudente
El "esclavo fiel y prudente"  es un término utilizado por los Testigos de Jehová para describir a aquellos quienes han sido designados por Jesucristo para proporcionar instrucción espiritual a sus discipulos. El concepto se basa en su interpretación de la Parábola del Siervo Fiel registrada en Mateo 24:45–47, Marcos 13:34–37 y Lucas 12:35–48.
Desde 2012, los Testigos de Jehová han identificado al "esclavo fiel y prudente" como el Cuerpo Gobernante de la denominación, un pequeño grupo de hombres ungidos en su sede mundial que se dice que actúan colectivamente bajo la dirección de Jesucristo. En esta función, el Cuerpo Gobernante ejerce autoridad docente en todos los asuntos relacionados con la doctrina y las creencias.
La doctrina del "esclavo fiel y prudente" es un elemento central del sistema de creencias de los Testigos de Jehová y ha sido sometido a varias reinterpretaciones importantes desde que fue introducida por Charles Taze Russell en 1881.

## Función
Las publicaciones de la Sociedad Watch Tower enseñan que Jesús usa al esclavo fiel y prudente “para publicar información sobre el cumplimiento de las profecías bíblicas y dar dirección oportuna sobre la aplicación de los principios bíblicos en la vida diaria” como el único medio de comunicar los mensajes de Dios a los seres humanos. Se le conoce como el “profeta” y el “conducto” de Dios, y afirma proporcionar dirección y guía “divina”. A los testigos de Jehová se les enseña que vivir de acuerdo con la voluntad de Dios y mantener una relación estrecha con Él implica escuchar atentamente la guía que da la clase esclava.
Se dice que los miembros del Cuerpo Gobernante actúan en el papel del esclavo fiel y prudente al tomar decisiones sobre doctrinas, actividades y supervisión de los testigos de Jehová en todo el mundo, incluyendo el nombramiento de cargos de responsabilidad.

## Evolución doctrinal

### Interpretaciones tempranas (1881–1916)
En 1881, un artículo en Zion's Watch Tower and Herald of Christ's Presence, escrito por el editor de la revista, Charles Taze Russell, identificó al "siervo fiel y prudente" como "del 'rebaño pequeño' de siervos consagrados que cumplen fielmente sus votos de consagración —el cuerpo de Cristo—, y no está todo el cuerpo, individual y colectivamente, dando de comer al tiempo debido a la casa de la fe, la gran compañía de creyentes."
En 1895, la esposa de Russell, María, afirmó que el propio Russell era la figura a la que se hace referencia en la parábola de Mateo 24:45-47, aunque Russell inicialmente se negó aceptar la aplicación personal del título, sugiriendo que debería aplicarse a la Watch Tower en lugar de su editor. En 1897, Russell estuvo de acuerdo en que Cristo habría hecho una "elección de un canal para dispensar la carne a su debido tiempo" y aunque no se refirió a ese "canal único" como a un individuo, Russell sí le aplicó el pronombre personal "él" (por ejemplo: "si es infiel será depuesto por completo"), y señaló que "quienquiera que el Señor use así, como agente distribuidor de la verdad, será muy humilde y modesto" y "él no pensaría en reclamar la autoría o propiedad de la verdad."
En 1909, en un artículo sin firmar, la Watch Tower mencionó que la "aplicación a nosotros de Mateo 24:45" había llegado "hace unos catorce años", o alrededor de 1895. El artículo continuaba diciendo que "la literatura de la Sociedad fue el canal a través del cual el Señor les envió prácticamente todo lo que saben acerca de la Biblia y los propósitos divinos."

La opinión predominante entre los Estudiantes de la Biblia de que Russell era "siervo fiel y prudente" de la parábola de Jesús, fue reiterada en la Watch Tower unas semanas después de la muerte de Russell en 1916:
Miles de lectores de los escritos del pastor Russell creen que él desempeñó el cargo de "aquel siervo fiel y prudente," y que su gran obra fue dar alimento a la Familia de la Fe a su debido tiempo. Su modestia y humildad le impidieron reclamar abiertamente este título, pero posteriormente lo admitió en una conversación privada.
La historia oficial de los testigos de Jehová, según las publicaciones de la Sociedad Watch Tower, afirma que Russell "no promovió personalmente la idea, pero reconoció la aparente razonabilidad de los argumentos de quienes la favorecían."

### Cambio posterior a Russell (1917-1927)
En 1917, el prefacio del editor al libro The Finished Mystery ("El último misterio" en español), publicado como una obra póstuma de los escritos de Russell, lo identificó como el "siervo fiel y prudente" designado por Cristo; tan tarde como 1923, la Watch Tower repitió la misma creencia acerca de su papel, declarando: "Creemos que todos los que ahora se regocijan en la verdad presente reconocerán que el hermano Russell desempeñó fielmente el oficio de siervo especial del Señor; y que fue puesto a cargo de todos los bienes del Señor. .. El hermano Russell ocupó el cargo de ese 'siervo fiel y prudente'."
En 1927, el presidente de la Sociedad Watch Tower, Joseph Rutherford, volvió al punto de vista original de Russell, y anunció que el "siervo" no era un individuo, sino que estaba compuesto por todo el cuerpo de fieles cristianos ungidos por el espíritu.

### Aclaraciones organizativas (1927–1999)
Una edición de 1950 de La Atalaya propuso asignar a la "organización madre"—en referencia a Sociedad Watch Tower—la tarea de alimentar a los cristianos con "carne a su debido tiempo"; en 1951 la revista definió al "esclavo fiel y discreto" como una clase de personas cuyas enseñanzas eran impartidas a través de una organización teocrática.
Las publicaciones de la Sociedad Watch Tower habían enseñado que los ungidos del "esclavo fiel y discreto" habían tenido una existencia continua e ininterrumpida desde que Cristo la designó en el tiempo de Pentecostés del año 33 d. C.,  cuando las primeras 120 personas sobre quienes se derramó espíritu santo comenzaron a "alimentar" a los judíos con alimento espiritual. A medida que llegaron nuevos discípulos, cumplieron el papel de "domésticos" y se unieron para alimentar a otros. Los apóstoles y otros discípulos cristianos primitivos que escribieron los libros del Nuevo Testamento también formaban parte de la clase de "esclavos" que proporcionaban alimento espiritual a los cristianos.
La Atalaya afirmó que los miembros de la clase "esclava" eran un grupo unido de cristianos en lugar de individuos aislados e independientes, y que una generación de la clase "esclava" alimentó a la generación siguiente para mantener la línea ininterrumpida durante más de 1900 años, proporcionando el mismo alimento espiritual a los cristianos de todo el mundo. Las publicaciones de los Testigos de Jehová no identificaron a los grupos que desempeñaron el papel de la clase de "esclavo" entre el final de la Era Apostólica y principios del siglo XX, sugiriendo que desapareció de la "vista clara", pero dieron a entender que podrían haber incluido a los lolardos y los valdenses (este último movimiento descrito por La Atalaya como "testigos fieles de Jehová... que buscaban revivir la verdadera adoración del cristianismo").

### Redefinición moderna (2000-presente)
A principios de la década de 2000, La Atalaya describió cada vez más al Cuerpo Gobernante como el representante y "vocero" de los de la clase del "esclavo fiel y discreto", un término que durante tiempo se había referido colectivamente a todos los testigos de Jehová ungidos. Aunque miles de testigos profesan ser de la clase "ungida", el Cuerpo Gobernante ha declarado que no mantiene una red mundial de ungidos ni los consulta en asuntos doctrinales. A pesar de haber afirmado por su autoridad para formular doctrina en nombre de los ungidos, en 2009 La Atalaya aclaró que "no todos los miembros de dicho grupo tienen los mismos deberes o asignaciones", declarando que "solo unos cuantos" participaba en esa obra en la sede mundial de la denominación.
Este cambio culminó en la Reunión Anual de la denominación el 6 de octubre de 2012, cuando el Cuerpo Gobernante anunció una redefinición del término "esclavo fiel y discreto" para aplicarse únicamente al Cuerpo Gobernante, específicamente cuando actúa colectivamente en su función de impartir instrucción espiritual. El anuncio también revisó la interpretación de los "domésticos" de la parábola, que anteriormente se creía que se limitaban a los Testigos ungidos individuales, para ahora incluir a todos los Testigos de Jehová.
Además, se aclaró el momento en que Cristo designó al “esclavo”. En lugar de haber sido designado durante el primer siglo, como sugerían las interpretaciones anteriores, ahora se dice que el nombramiento ocurrió en 1919—después del regreso invisible de Jesús, que los Testigos creen que comenzó en 1914.
Tras la aclaración de 2012, los términos “esclavo fiel y discreto” y “Cuerpo Gobernante” pasaron a ser funcionalmente sinónimos en las enseñanzas y publicaciones de los testigos de Jehová. La responsabilidad de interpretar las Escrituras y dispensar “alimento espiritual” recae exclusivamente en el Cuerpo Gobernante.

## Críticas
Después de su expulsión de la organización en 1981, el exmiembro del Cuerpo Gobernante Raymond Franz afirmó que la descripción del esclavo en la parábola como una "clase" de cristianos no estaba respaldada por las Escrituras y se utilizó para enfatizar el concepto de que el esclavo estaba conectado a una organización, disminuyendo su aplicación a los individuos para fomentar las cualidades de la fe, la discreción, la vigilancia y la responsabilidad individual. Argumentó que si la aplicación de figuras en las parábolas correspondientes de Jesús como miembros de una clase fuera consistente, también habría una "clase de diez minas" y una "clase de cinco minas" en relación con Lucas 19:12-27 y una "clase de muchos golpes" y una "clase de pocos golpes" que surgirían de Lucas 12:47-48.
Franz afirmó que el liderazgo emplea su interpretación de la parábola del "esclavo fiel y discreto" principalmente para apoyar el concepto de autoridad administrativa centralizada con el fin de ejercer control sobre los miembros del grupo exigiendo su lealtad y sumisión. Dijo que el remanente "ungido", que en ese momento se afirmaba que comprendía la clase "esclava", tenía una participación insignificante en la doctrina y la dirección de la Sociedad Watch Tower, establecidas por el Cuerpo Gobernante.
Franz también argumentó que la Sociedad Watch Tower y sus doctrinas se basaron en el estudio bíblico independiente de su fundador, Charles Taze Russell, quien no consultó a ninguna clase existente de "esclavo fiel y discreto" para obtener iluminación ni creía en el concepto enseñado por la Sociedad. Concluyó: "En su afán por negar que Jesucristo ahora está tratando, o alguna vez trataría, con individuos al margen de una organización, un 'canal' único, la enseñanza presenta una postura insostenible. Afirma que Cristo hizo precisamente eso al tratar con Russell como individuo fuera de cualquier organización." Franz también afirmó que el libro de historia oficial de los testigos de Jehová, Testigos de Jehová — Proclamadores del Reino de Dios, tergiversó la visión de Russell del "mayordomo fiel" al enfatizar su opinión inicial de 1881 de que era todo el cuerpo de Cristo, sin mencionar que cambió de opinión 14 años después.